# Léon Degrelle
Léon Joseph Marie Degrelle (Bouillon, Belgium, 1906. június 15. – Málaga, Spanyolország, 1994. március 31.) belgiumi vallon politikus, a szélsőjobboldali rexizmus alapítója, a második világháborúban a Waffen-SS tagja volt. Eleinte nem szimpatizált a németekkel, de 1941-től részt vett a Szovjetunió elleni harcokban, először mint a vallon légió, később mint az SS tagja. A harcokban obersturmbannführeri rangig emelkedett, számos kitüntetést (köztük a vaskereszt lovagkeresztje tölgyfalombokkal) szerzett, végül Francisco Franco adott neki menedéket Spanyolországban. Távollétében hazaárulásért halálra ítélték. Haláláig a holokausztot és az emberiség ellen elkövetett tengelyhatalmi bűnök zömét tagadók táborának prominens alakja maradt.

## Élete
Konzervatív családban nőtt fel. A leuveni katolikus egyetemen tanult, de nem fejezte be tanulmányait. Egyetemi évei alatt részt vett a nemzeti érzelmű vallon egyetemisták L’Avant-Garde című lapjának szerkesztésében, majd 1930-tól a katolikus mozgalom Christus Rex kiadójának igazgatójaként tevékenykedett. A harmincas években radikalizálódott, nagy hatással volt rá a szélsőséges francia Charles Maurras. 1932-ben kezdte kiadni a Rex című folyóiratot, egyúttal mozgalmat szervezett. A rexizmusra elsősorban az olasz fasizmus volt nagy hatással, a német hitlerizmussal szembefordult. Degrelle Le Pays Réel (Az Igaz Ország) című lapjának élén elérte, hogy 1936-ban a választásokon 24 rexista képviselő kerülhetett a parlamentbe. 1937-ben azonban egy részleges választást elvesztett a mérsékelt konzervatív Paul Van Zeelanddal szemben, és 1939-ben már csak négy rexista képviselő került a parlamentbe – köztük a Brüsszelben induló Degrelle, aki most indult először.
A háború kitörése után a németekkel kezdett együttműködni, amiért letartóztatták és a belga kapituláció után 1940 júliusában szabadult. 1941-ben megszervezte a Vallon Légiót, amely a Waffen-SS kötelékében a keleti fronton harcolt. A harcokban maga is részt vett, számos kitüntetést szerezve. A Degrelle vezette alakulat fontos szerepet játszott a német erők Cherkassy katlanból történő sikeres kitörésben, amiért 1944. február 20-án személyesen kapta meg a vaskereszt kitüntetés Lovagkereszt fokozatát.
Pár hónap belgiumi tartózkodás után 1944. július 23-án visszatért a keleti frontra ahol az észtországi Narva térségében harcolt alakulata maradékával további kitüntetéseket szerezve. Szeptemberben alakulatát hadosztállyá bővítették  28. Waffen-SS Division néven.
1944 végén, az időközben felszabadult Belgiumban, távollétében halálra ítélték és megfosztották állampolgárságától. 1945 májusában, Németországon és Norvégián át Spanyolországba menekül, ahol 1994-ben bekövetkezett haláláig élt.

## Magyarul megjelent művei
- Hitler, a demokrata; bev. Michael Collins Piper, ford. Molnár Ferenc; Gede, Bp., 2015